# Henry Vasnier
Henry Vasnier, né le 28 avril 1832 à Paris et mort le 28 février 1907 à Reims (Marne), est un négociant en vin associé de la Maison Veuve Pommery, fils et Cie. Grand collectionneur de la fin du XIXe siècle, il lègue à sa mort en 1907, ses œuvres à la ville de Reims enrichissant alors considérablement les collections et formant le cœur des collections du futur musée des Beaux-Arts.

## Biographie
Henry Vasnier est né à Paris le 2 avril 1832 dans une famille bourgeoise. Son père, Félix Joseph Dominique Vasnier (1788-1845), est maître d'hôtel et sa mère, Anne-Marie Caroline Auger, est fille de négociant. Il appartient à une fratrie de trois enfants avec son frère Edmond et sa sœur Clémence.
Il commence sa carrière en tant que banquier à Londres. En 1856, il s’installe à Reims, à la demande d'Alexandre Louis Pommery, l’époux de Jeanne Alexandrine Louise Melin (1819-1890) avec laquelle sa sœur, Clémence Vasnier, a été en pension à Paris. À vingt-quatre ans, Henry Vasnier entre ainsi dans l’entreprise de commerce de vins de Champagne qu’Alexandre Louis Pommery vient de reprendre avec Narcisse Greno. À la mort d’Alexandre Louis Pommery, en février 1858, Henry Vasnier devient le principal collaborateur de sa veuve Jeanne Pommery. Le 1er juillet 1885, il s’associe à Jeanne Pommery et ses enfants. Au décès de cette dernière, le 18 mars 1890, il prend la direction effective de la maison de Champagne.
Il est décrit comme un homme au tempérament pondéré et « imbu du sens des réalités ». Avec le déploiement de sa fortune, il est à même de posséder plusieurs propriétés dont 1 892 hectares autour de Reims dédiés à sa pratique de la chasse. En 1890, Vasnier commande à l'architecte Louis Sorel un hôtel particulier qui deviendra la Villa Demoiselle. Cette dernière constitue l'un des exemples les plus éminents de l'Art nouveau à Reims.
Il meurt le 28 février 1907 d’une embolie, à l’âge de soixante-quatorze ans. Ses obsèques ont lieu à l’église Saint-André le 4 mars 1907. Il lègue sa collection d'œuvres d’art à la ville de Reims, constituant ainsi l’embryon de la collection du musée des Beaux-Arts de la ville avec 593 numéros. Il y associe 100 000 francs pour permettre de mener des travaux d’installation du musée dans l’ancienne abbaye Saint-Denis.

## La collection d’Henry Vasnier

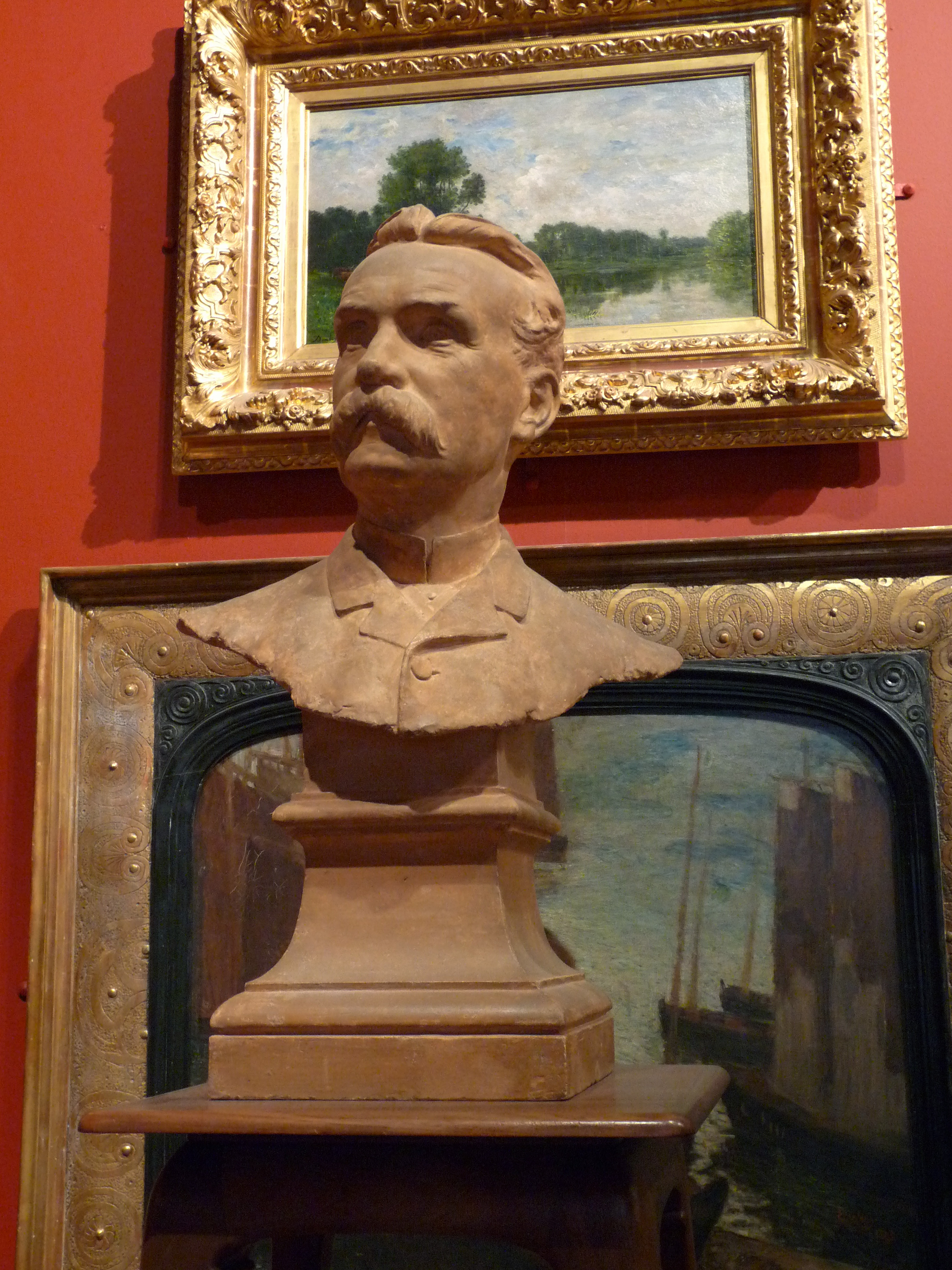
Léon Chavalliaud, Buste d'Henry Vasnier, 1886, plâtre teinté, 67,1 x, Reims, Musée des beaux-arts,

La fortune d’Henry Vasnier, établie grâce à son activité de négociant en vin, lui permet de se créer une collection remarquable essentiellement composée d'œuvres d’artistes du XIXe siècle. On compte notamment de nombreuses peintures de Louise Abbéma, Eugène Boudin, Jean-Charles Cazin, Camille Corot, Albert Dammouse, Honoré Daumier, Eugène Delacroix, Émile Gallé, Henri Harpignies, Charles Léandre, Léon Lhermitte, Maxime Maufra, Jean-François Millet, Claude Monet, Camille Pissarro, Pierre-Auguste Renoir, Théodore Rousseau, Alfred Sisley. Outre les peintures, Henry Vasnier acquiert également des arts graphiques, des sculptures et des objets d’art.
Vers 1863, alors qu'il est âgé d'une trentaine d'années, Henry Vasnier commence à acquérir des œuvres. Sa première acquisition est un paysage de Léon-Charles Flahaut, Paysage à Magny-les-Hameaux, présenté au Salon à Paris, pour la somme de 600 francs. Il poursuit ses achats en favorisant ce genre pictural. Attentif vis-à-vis des différents événements artistiques, il continue d’agrandir et d’enrichir sa collection notamment à partir des années 1870. Henry Vasnier effectue ses acquisitions dans plusieurs établissements clés du marché de l’art parisien, comme l’Hôtel Drouot, qui représente une source essentielle pour l’enrichissement de sa collection. Il fréquente également les salons, participe à des ventes aux enchères, et complète ses achats auprès des marchands tels que Georges Petit et Paul Durand-Ruel, auprès duquel il achète par exemple L’Avenue de l’Opéra de Camille Pissarro en 1902. Il parvient ainsi à se constituer une riche collection très représentative de son époque. Ses acquisitions témoignent également de sa réussite professionnelle.

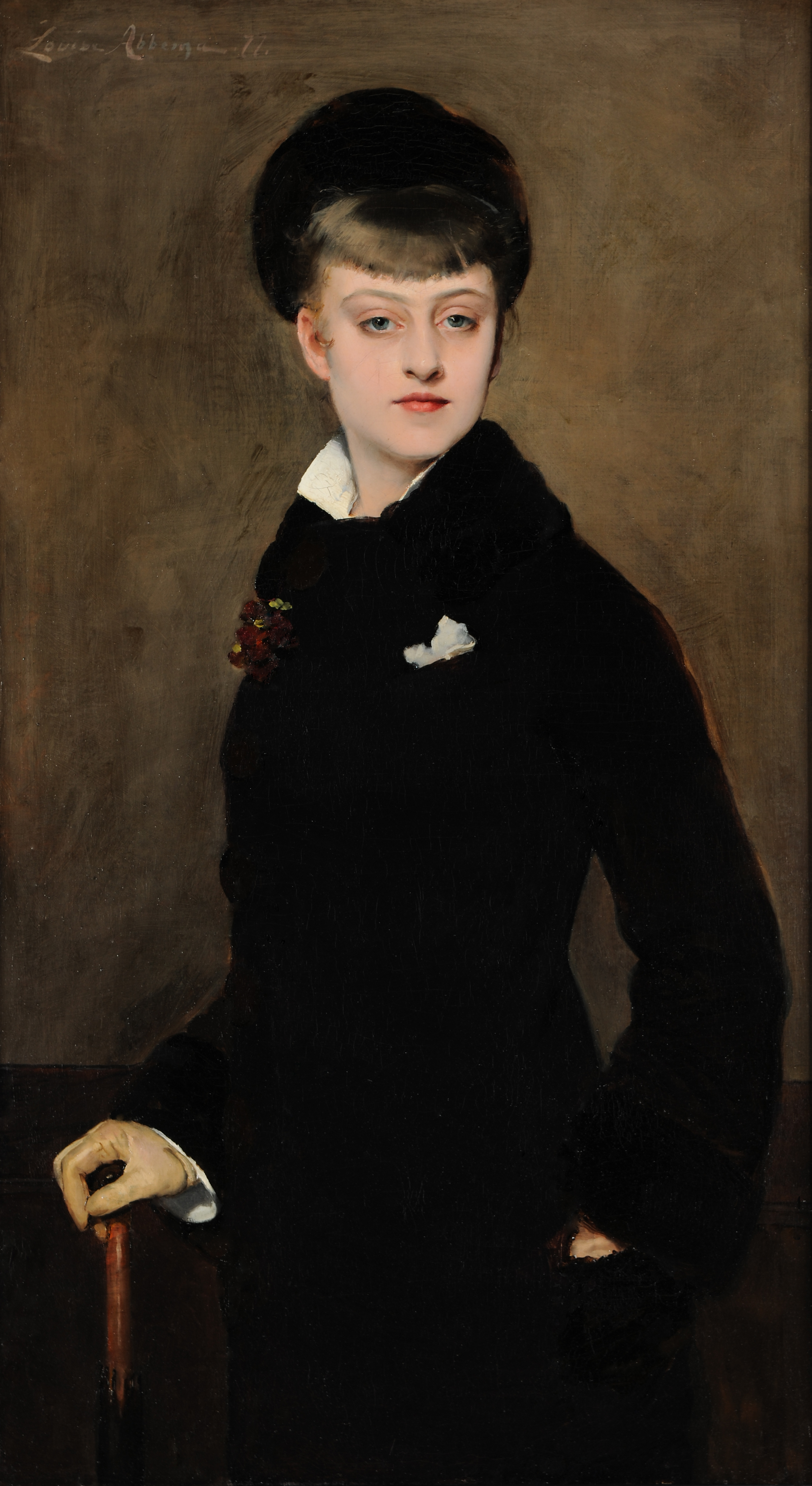
Louise Abbéma, L'Hiver ou Portrait de Renée Delmas, 1877, huile sur toile,, Reims, musée des Beaux-Arts.

En 1877, il acquiert L’Hiver de Louise Abbéma au Salon de Reims.
À partir de 1881, il intensifie ses acquisitions, remplissant son appartement de la rue Vauthier-le-Noir. Sa collection, en quelques années, s’agrandit considérablement passant de deux cents à trois cent soixante-deux œuvres. Effectuant la plupart de ses achats à Paris, il accède à des œuvres plus onéreuses. En 1888, il acquiert un dessin de Jean-François Millet, Le Repas au milieu du jour, pour 12 000 francs et Le Hameau Cousin à Greville pour 50 000 francs, qu'il acquiert en commun avec Jeanne Pommery. En 1890, cette dernière achète sur les conseils de Vasnier pour 300 000 francs or, Les Glaneuses de Millet avec l’ambition de l’offrir à l’État français. Elle en fait don au Musée du Louvre la même année.
Dans les années 1880, il fréquente assidûment la galerie Georges Petit, installée depuis 1882, rue de Sèze. La décoration des pièces de la galerie s’inspire de l'Opéra Garnier. Les dessins y sont présentés dans des cadres moulurés et imposants à la manière des tableaux. C’est auprès de Georges Petit et avec confiance que Vasnier acquiert ainsi ses œuvres, notamment à l’occasion des expositions de la Société des Aquarellistes français ou de la Société des Pastellistes français. Pour ses achats en vente publique, il s’appuie également sur les catalogues édités par le marchand dont la réputation est une garantie.
En 1890, il quitte son appartement de la rue Vauthier-le-Noir pour emménager dans un hôtel particulier situé 72 boulevard Lundy, Sa demeure est « remplie de tableaux remarquables, qui faisaient un véritable musée. ». Il y aménage une galerie de peintures, inspirée de celle du marchand Georges Petit. Sa galerie de 88 mètres de longueur, connue par la photographie, permet l’application des dernières techniques muséographiques dont le collectionneur est au fait. Par la suite, il étend ses acquisitions aux objets d’art et mobiliers, il devient notamment un mécène d’Emile Gallé. Cette galerie devient une des curiosités rémoises, le prince Alain de Polignac l’a évoqué à l’occasion du Congrès des Architectes français en juin 1896 dans ces termes : « On remonte en voiture, on fait le tour de la ville par les Boulevards, et l'on s'arrête devant un hôtel. M. Vasnier, directeur de la Maison Veuve Pommery, qui nous avait reçus il y avait un instant aux caves, nous fait les honneurs d'un musée très remarquable qu'il a formé. L'œil se recrée en admirant les Delacroix, les Ziem, les Daubigny, les Friant, les Monet, etc. C'est le feu d'artifice à la fin de cette belle journée. ».
À partir de 1900, sur les conseils de Jeanne Pommery, Henry Vasnier se tourne résolument vers les arts décoratifs. Il connaît alors déjà Émile Gallé, à qui il a commandé une salle à manger en 1891. Lors de l’Exposition universelle de 1900, Vasnier acquiert plusieurs éléments de vaisselle signés Gallé. Il achète également des œuvres aux artistes Ernest Chaplet, Albert Dammouse, Paul Grandhomme et Jules Brateau. Ces premières acquisitions d’objets d’art présentent une diversité de techniques : céramique, émail, métal, verrerie. Elles démontrent aussi le soutien précoce qu’apporte Vasnier à l’Art nouveau.
Les goûts d'Henry Vasnier, dirigés vers des artistes à la réputation établie tel que Millet, sont en adéquation avec l’esthétique privilégiée par la société bourgeoise fréquentant les salons sous le Second Empire et la Troisième République. La collection formée par Henry Vasnier est éclectique aussi bien dans son choix d’artistes que dans les sujets abordés. On remarque toutefois un attrait particulier pour le genre du paysage, pour le portrait dans une moindre mesure, et pour les arts graphiques. Il semble avoir préféré des œuvres n’illustrant pas les nouvelles tendances esthétiques qui ont marqué l’aube du XXe siècle. La collection permet néanmoins d’appréhender le goût de ce collectionneur, et ainsi le goût de son époque.
Également propriétaire d’une importante collection d’armes, Henry Vasnier lègue à Louis Pommery, le fils de Jeanne Pommery, sa collection d’armes de chasse et de tir modernes ; et au marquis Melchior de Polignac sa collection d’armes anciennes (épées, dagues, arquebuses, fusil russe de chasse daté de 1750, sabres et poignards japonais, etc.).

### Le goût du dessin

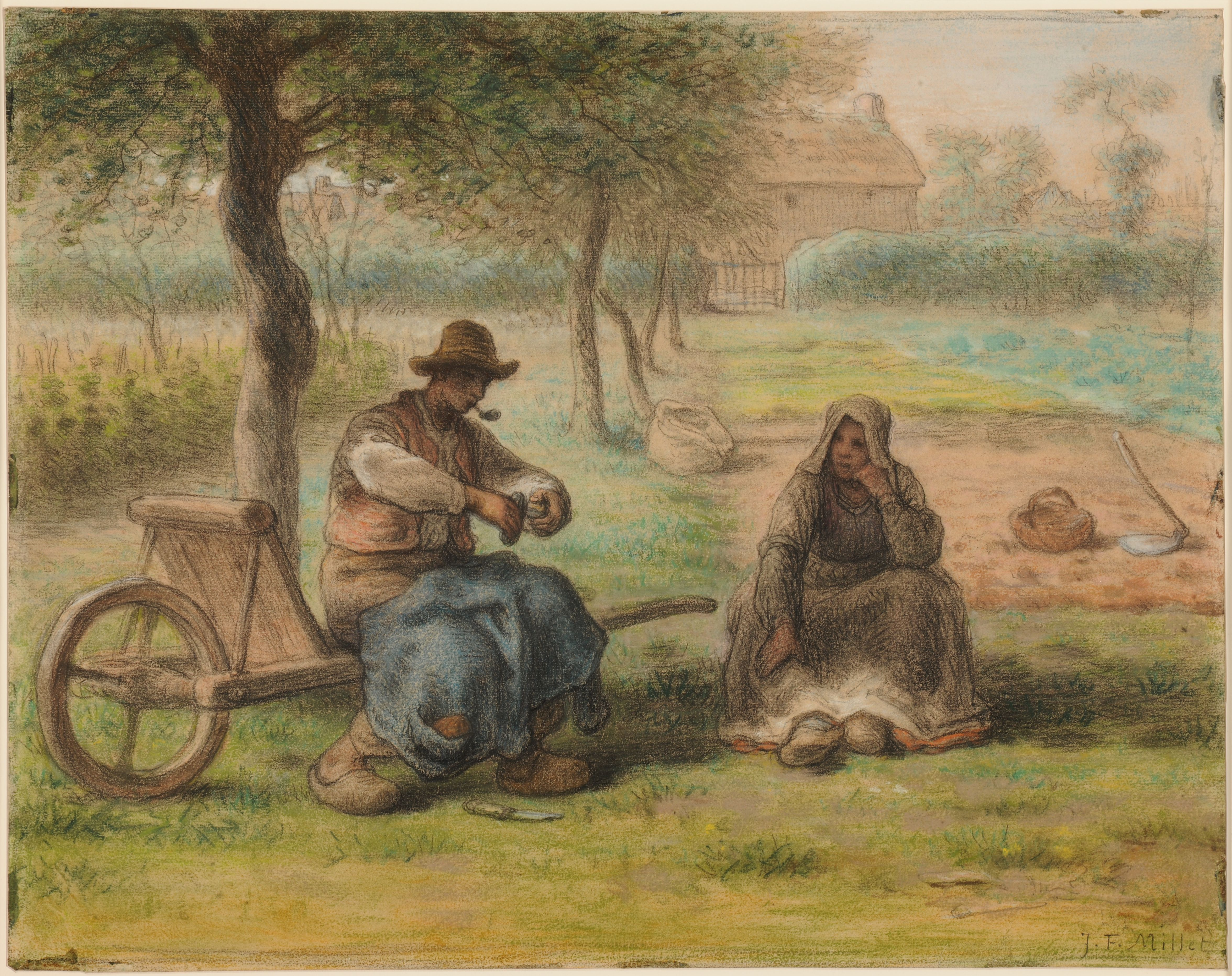
Jean-François Millet, Le repos au milieu du jour, 1865, pastel sec et crayon noir sur papier vergé beige filigrané,, Reims, musée des Beaux-Arts.

Le dessin est un trait marquant de la collection Vasnier. Dans la lignée des collectionneurs du XVIIIe siècle, qui considèrent le dessin comme une œuvre achevée en soi, Vasnier a le goût des belles feuilles, de préférence aux provenances prestigieuses. Les portraits, les paysages, les scènes de genre, les représentations de la vie paysanne qui ont retenu son attention ont en commun une technique parfaitement maîtrisée. Certains artistes se distinguent grâce à une majorité d’œuvres dans la collection d’art graphique notamment Antoine Calbet avec huit aquarelles, Léon Lhermitte avec sept pastels, et Jean-François Millet avec cinq pastels. On note par ailleurs l’intérêt de Vasnier pour l’aquarelle et le pastel, qui sont les techniques que l’on retrouve en plus grand nombre dans sa collection d’art graphique. Le collectionneur se démarque aussi par son choix d’exposer presque systématiquement ses dessins dans son hôtel particulier, plutôt que de les conserver dans des portefeuilles destinés au passe-temps solitaire des amateurs.
Dans les intérieurs de Vasnier, les œuvres graphiques côtoient les peintures sans hiérarchie avec un encadrement identique, signalent l’importance accordée à ce médium par le collectionneur.

### Le paysage dans la collection Vasnier
Victor Diancourt (1825-1910), maire de Reims de 1872 à 1881, président de la Société des Amis des Arts et des Musées, déclare à propos d’Henry Vasnier en 1909, quelques années avant l’ouverture du musée des Beaux-Arts : « Ses préférences étaient pour les paysages, particulièrement ceux de Camille Corot dont il possédait six tableaux échelonnés à des époques successives de sa carrière. Il recherchait également les Boudin, Jongkind et les Harpignies dont il semble avoir deviné la gloire naissante que le temps devait consacrer.».
Le collectionneur a privilégié le paysagisme du XIXe siècle en restant en retrait vis-à-vis des jeunes artistes considérés a postériori comme les artistes d’avant-garde. Dans les dernières décennies du XIXe siècle, notamment sous la Troisième République, le paysage est de plus en plus collectionné notamment chez les bourgeois, comme en témoigne l’attrait pour les paysages impressionnistes qui s’installe progressivement grâce aux soutiens des marchands. En parallèle, les paysages ruraux de Jean-François Millet habités par des figures de paysans atteignent des prix de plus en plus élevés comme le montre l’achat d'Henry Vasnier du pastel Berger gardant son troupeau à l'automne, vendu 400 francs en 1866 et acheté 29 600 francs par Henry Vasnier en 1890.

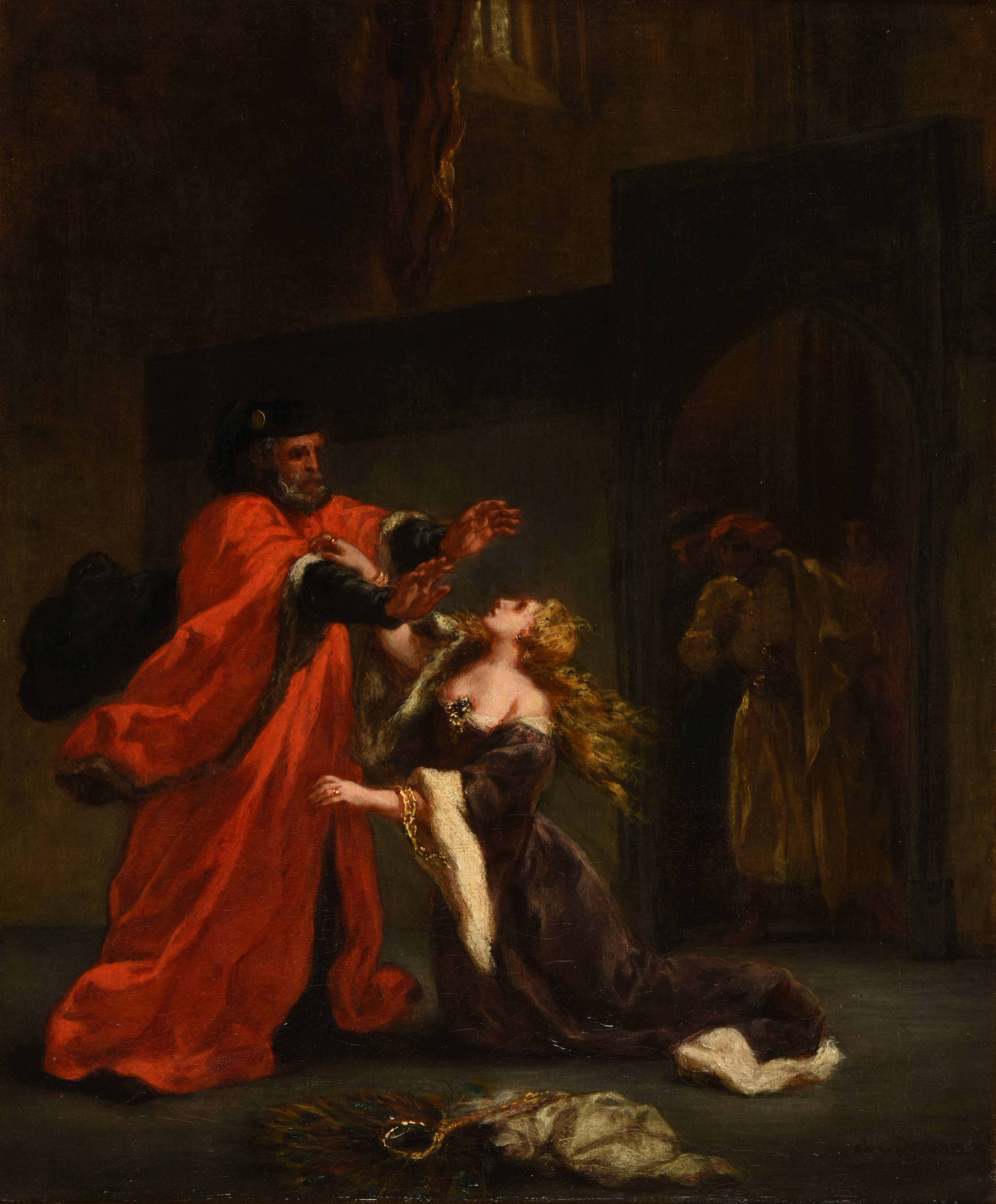
Eugène Delacroix, Desdémone maudite par son père, 1852, huile sur toile,, Reims, Musée des Beaux-Arts.

D’emblée, Henry Vasnier manifeste un goût marqué pour Camille Corot, dont la peinture La Pêche en barque auprès des saules figure à l’arrière-plan de son portrait par Joseph-Paul Meslé et dont il acquiert cinq paysages entre 1883 et 1990. Son élève Henri-Joseph Harpignies est aussi très présent dans la collection, avec treize toiles. Vasnier s’intéresse également très tôt aux artistes romantiques, comme Théodore Géricault et Eugène Delacroix, dont il acquiert Desdémone maudite par son père. Mais c’est le paysage qui reste son genre favori. Vasnier est un fervent collectionneur de l’École de Barbizon, notamment des artistes Georges Michel et Richard Parks Bonington dont il rassemble l’un des ensembles les plus riches de son temps. Il possède aussi quelques œuvres impressionnistes : Alfred Sisley, Camille Pissarro, Claude Monet et Pierre-Auguste Renoir sont représentés dans sa collection. Mais l’essentiel de ses tableaux se compose d’artistes précédant l’impressionnisme, comme Johan Barthold Jongkind, Charles Daubigny ou Eugène Boudin. Certains suiveurs de l’impressionnisme, comme Maxime Maufra et Henry Moret, trouvent leur place dans sa collection. Enfin, les dernières années d’Henry Vasnier se caractérisent par un goût nouveau pour la veine symboliste. Il achète ainsi des paysages de Charles Cottet et de René Ménard, sept peintures d’Henri Martin, deux d’Henri Fantin-Latour et une de Pierre Puvis de Chavannes, La Source. Ces derniers achats font ressortir un autre pan de la peinture du XIXe siècle, moins réaliste et plus onirique.

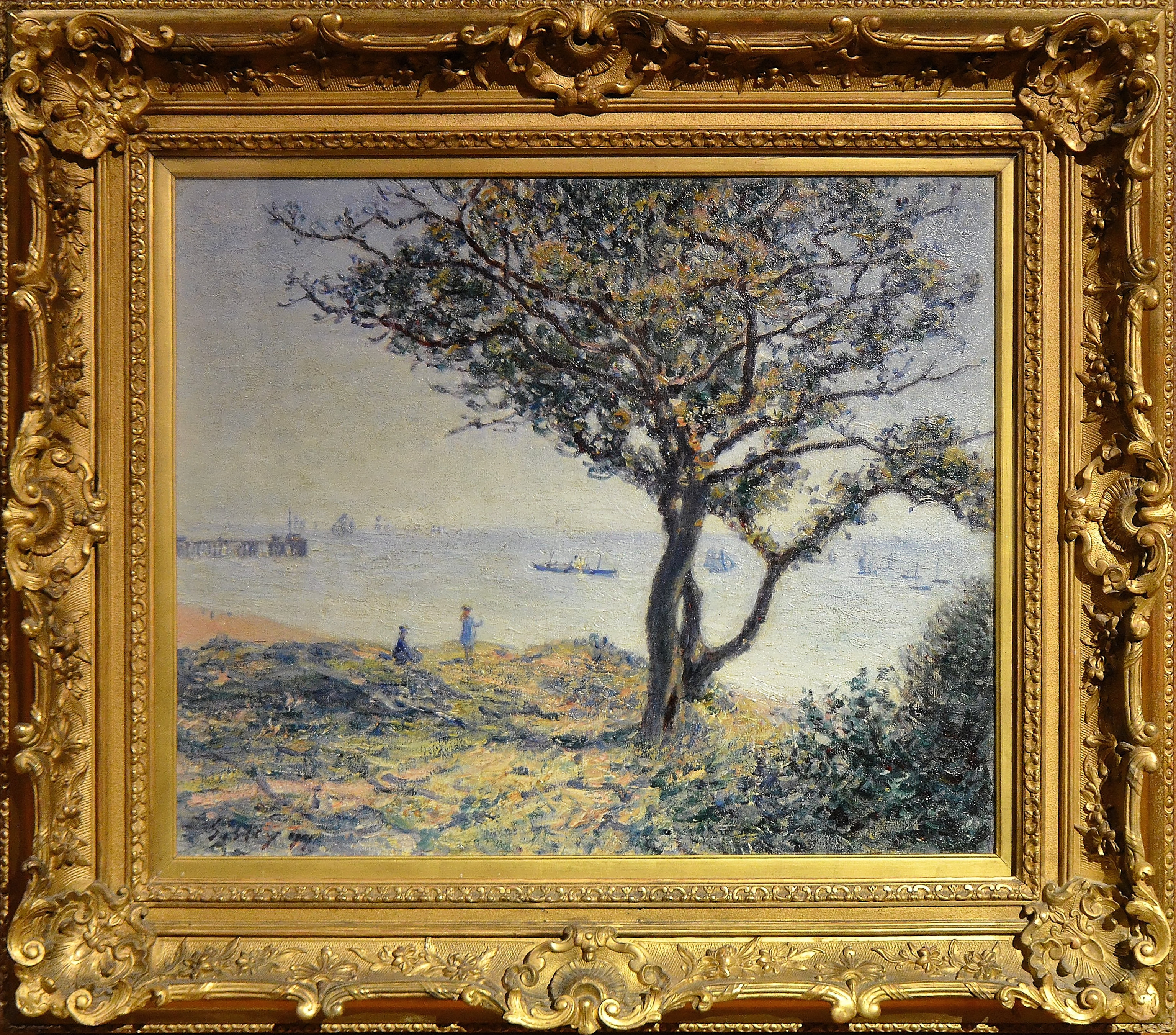
Alfred Sisley, La rade de Cardiff, 1897, huile sur toile,, Reims, Musée des Beaux-Arts.

Dans les dernières années, au début du XXe siècle, il acquiert des œuvres d’artistes moins renommés comme Eugène Legout Gérard (1854-1924), Pierre Lagarde (1854-1910), Paul Meslé (1855-1929), Alexandre Marcette (1853-1929), alors que sa fortune personnelle lui aurait permis l'achat d'artistes cotés. Il recherche l'expression d'une nature éphémère et mobile - celle de l'intangible où l'eau et le ciel dominent - qui est particulièrement recherchée par le collectionneur les dernières années de sa vie. En 1902, dans cette veine, Henry Vasnier s'offre La Rade de Cardiff d'Alfred Sisley (1839-1899). Bien sûr, les choix tardifs de Vasnier n'ont pas l'audace de ceux des années 1890, celles des deux Monet : Les Rochers de Belle-Île (1886) et Les Ravins de la Creuse (1889), tableaux majeurs de la collection.
Selon Atalone, le projet d'Henry Vasnier était de constituer une galerie du XXe siècle. On peut donc considérer que ses achats tardifs ne sont pas seulement le fruit du hasard ou de la mode mais correspondent à un engagement esthétique personnel. Très certainement, Henry Vasnier milite pour l'une des branches de l'art contemporain de son temps qu'il veut résolument médiatiser dans sa galerie et, à l'avenir, dans un « musée sous condition » qu'il souhaite façonner à sa manière selon son testament. C’est sans doute pour cette raison que Vasnier donne l’impression d’« avoir enrichi son fonds avec l’objectif de mettre en scène un résumé de l’histoire de l’art du XIXe siècle. »

### Henry Vasnier et Emile Gallé

#### La salle à manger
Henry Vasnier est considéré comme un des mécènes les plus importants d’Émile Gallé. En effet, il a pu voir ses productions pour la première fois, à l'Exposition Universelle de 1889 puis au Salon du Champ-de-Mars de 1892-1893. Emile Gallé présentait du mobilier puisque la fondation de son atelier d’ébénisterie remontait à 1885.
Dès 1891, Henry Vasnier lui commande une salle à manger composée d’une table et quatorze sièges, une console, un dressoir et une glace de cheminée.

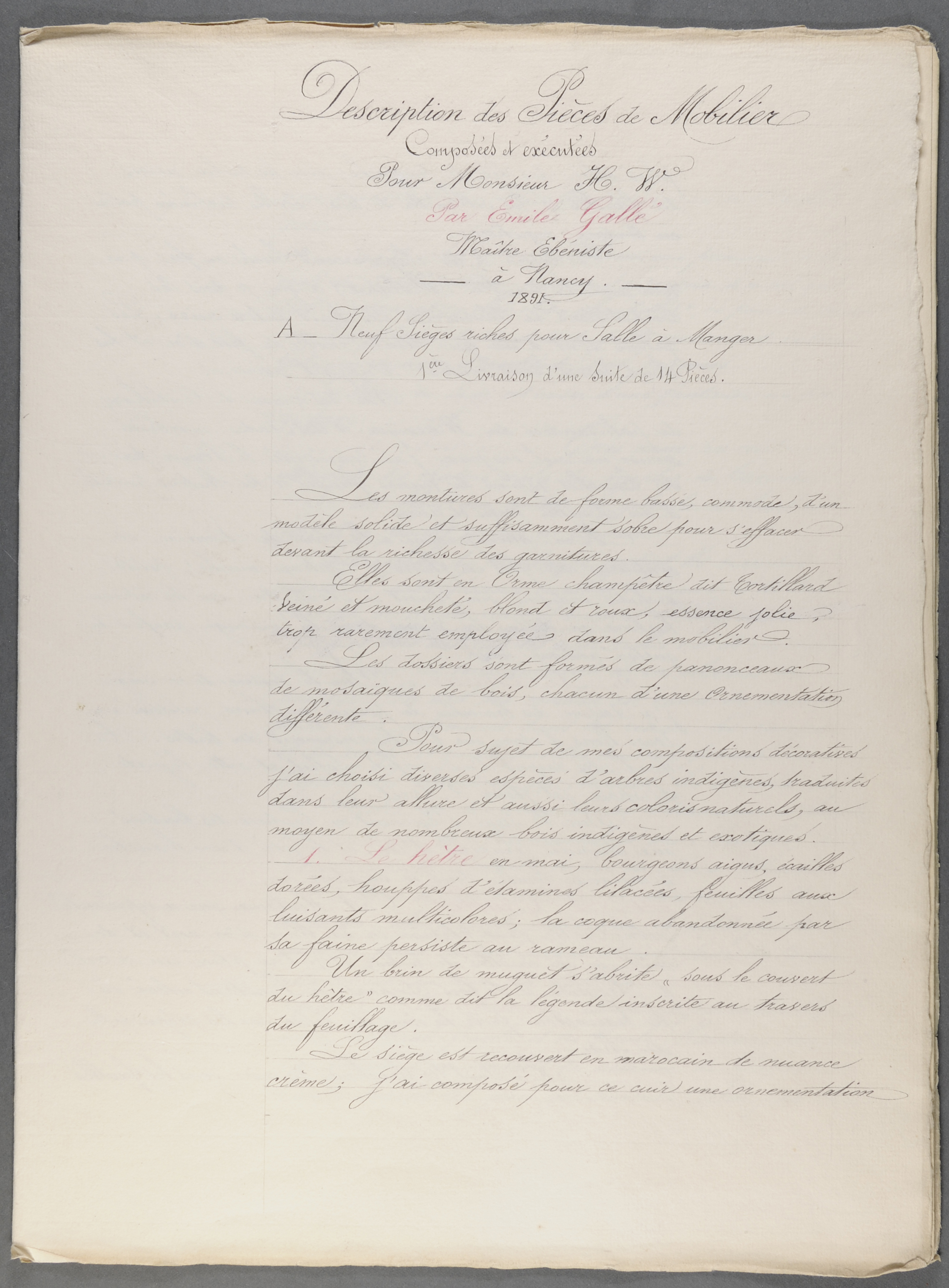
Carnets d’Émile Gallé, salle à manger d'Henry Vasnier - Description des pièces de mobiliers composées et exécutées pour Monsieur H.W par Emile Gallé, Maître ébéniste, à Nancy, 1891. (Collection des arts graphiques du Musée des Beaux-Arts de Reims).

La livraison de la salle à manger s’effectua en trois ans. Ainsi, Vasnier reçut en 1891, neuf chaises d’une suite de quatorze pièces, la console Soir d’avril au vignoble et la glace Pêcher de vigne, en février 1892, la Table aux herbes potagères, et, en mars 1893, le dressoir Chemin d’automne. La commande fut livrée avec des carnets apportant tous les détails du travail effectué: dessins, inspirations, significations et descriptions détaillées des meubles.
Le mobilier de la salle à manger est un témoin fort de l'œuvre d’Emile Gallé. En effet, on retrouve les caractéristiques principales de l’artiste : la référence à la nature, l’usage de techniques artisanales mêlées à une production industrielle et la volonté d’un art total. L’artiste a également incrusté des inscriptions sur ses pièces, à l’image de ses “verreries parlantes”. La Table aux herbes potagères comporte la devise d’Émile Gallé : “Nos racines sont au fond des bois / Parmi les mousses autour des sources” et le dressoir Chemin d’automne présente un vers des Contemplations de Victor Hugo: “Les globes, fruits vermeils des divines ramées”.
Cette salle à manger ne fait pas partie du legs Vasnier de 1907 à la ville de Reims, elle fut achetée en 2014 à Sotheby’s par le Musée des Beaux-Arts de Reims avec le soutien du fonds régional d’acquisition pour les musées (F.R.A.M., Région Grand Est), du Fonds du Patrimoine, du Cercle des mécènes du musée et de mécènes privés.
Les archives Pommery comportent des photos montrant ce mobilier dans l’hôtel particulier d’Henry Vasnier.

#### Les verreries
À la suite de la commande de sa salle à manger, Henry Vasnier reste proche d’Émile Gallé et c’est ainsi qu’à l’Exposition Universelle de 1900, il lui achète, un vase orné d’orchidées,une bouteille au décor d’iris gravés, le calice Chasselas de Fontainebleau à décor de raisins, référence à la carrière du collectionneur, et le vase Les Constellations. Ce dernier présente également des grains de raisins ainsi que le même vers de Victor Hugo utilisé pour sa salle à manger : “Les globes, fruits vermeils des divines ramées” .Tous ces objets sont aujourd'hui conservés au Musée des beaux-arts de Reims.

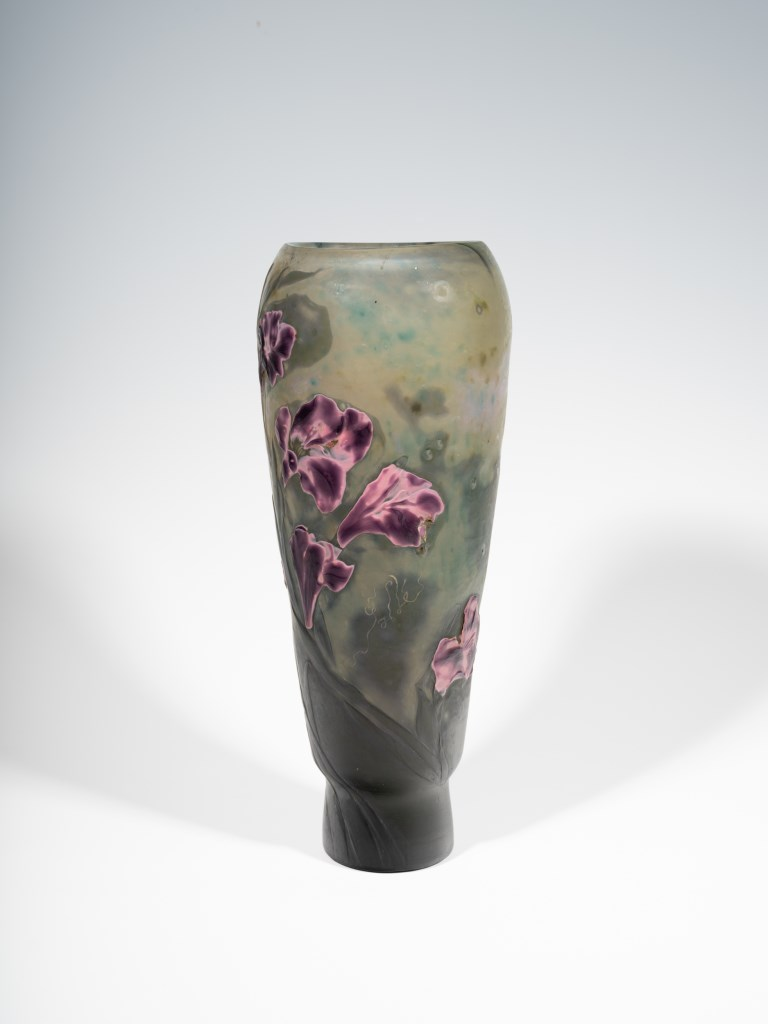
Emile Gallé, Vase aux orchidées, vers 1900, Musée des Beaux-Arts de Reims.
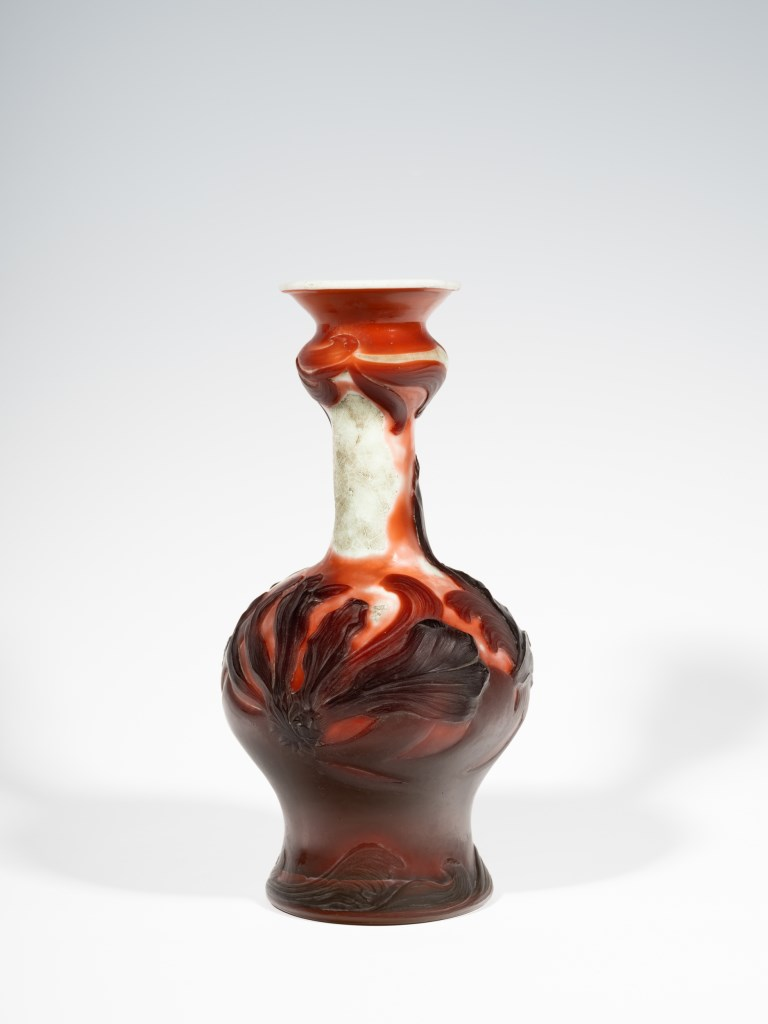
Emile Gallé, Bouteille aux iris, vers 1900, Musée des Beaux-Arts de Reims.
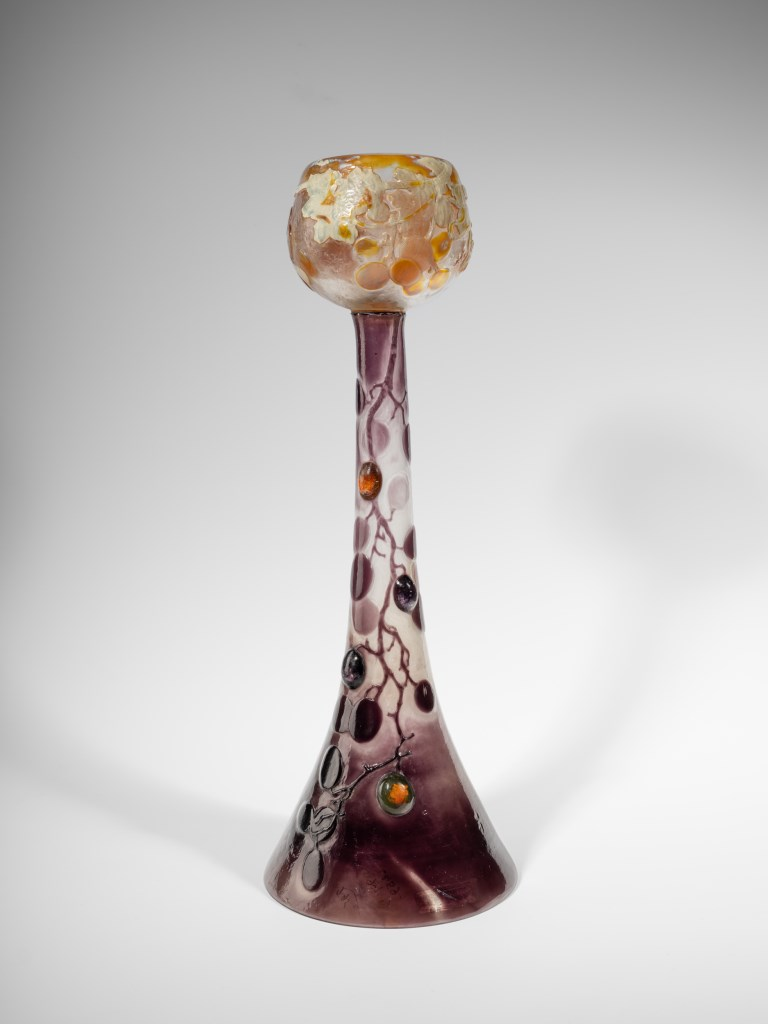
Emile Gallé, Chasselas de Fontainebleau, vers 1900, Musée des Beaux-Arts de Reims.
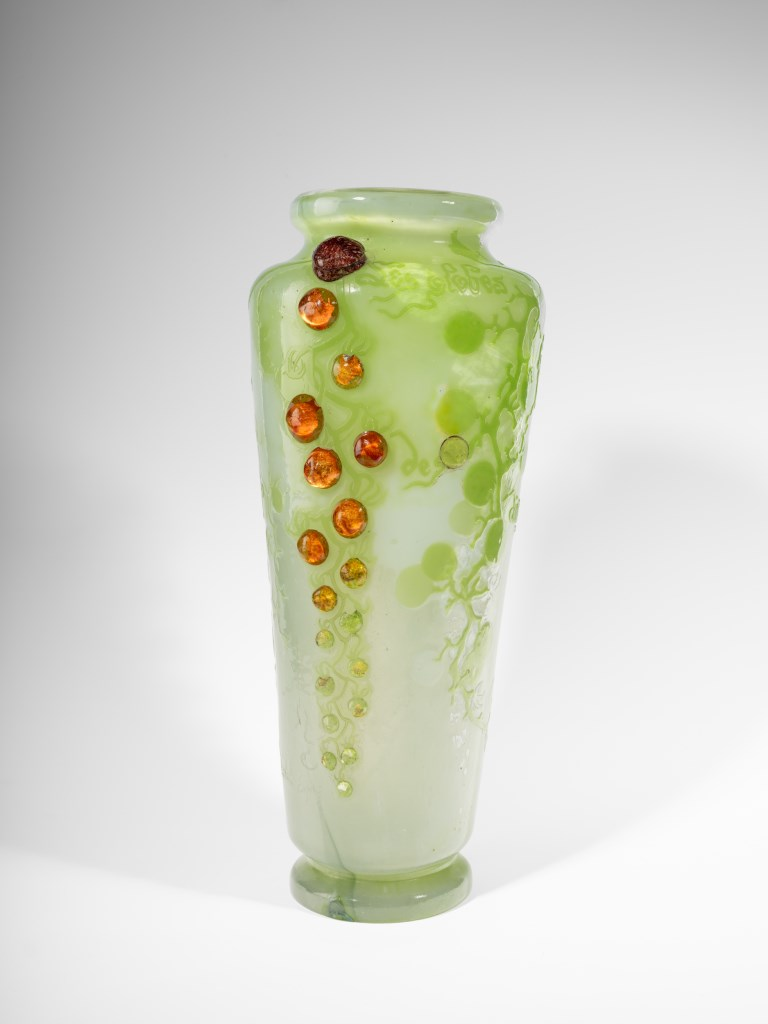
Emile Gallé, Les Constellations, Musée des Beaux-Arts de Reims.

### Le legs
Dès les années 1880, Henry Vasnier destine sa collection à l'enrichissement de celle de la ville de Reims. Dans les mois qui précèdent son décès, il s’engage à soutenir le projet d’un nouveau musée. Il discute avec le maire, le docteur Pozzi, de l’éclairage, de l’aération et du chauffage du musée.
Les consignes du legs sont précises : 
« Le legs fait par moi à la ville de Reims a lieu à la condition formelle que mes collections seront conservées par elle de manière à former une exposition d'ensemble et d'un seul bloc dans une seule et même salle, avec éclairage par en haut, et non de côté par des fenêtres. Cette salle sera tendue d'étoffe rouge soyeuse, en panne ou peluche comme celle existant dans les galeries où sont mes tableaux et objets d'art, actuellement 72, boulevard Lundy, à Reims. Aucun objet d'art ni tableau formant l'ensemble de ces collections ne pourra en être distrait ni détaché, et ils seront conservés réunis et groupés dans une même salle sous la désignation de « Donation Henry Vasnier”. Cette désignation devra figurer sur les murs de la salle du musée qui les contiendra, aux deux extrémités, sur deux plaques de marbre noir, en lettres taillées en creux et dorées. ». Une modification aux clauses du testament sera signée entre la ville de Reims et les héritiers d'Henry Vasnier, en ce qui concerne la présentation des collections, quelques années plus tard. Le nouveau musée qui abritera la collection d'Henry Vasnier sera inauguré le 19 octobre 1913 par le président Raymond Poincaré.
En 1907, Henry Vasnier effectue le legs d’une majorité de sa collection à la Ville de Reims, comme il le souhaitait depuis plusieurs années. Ses œuvres sont aujourd’hui encore conservées au sein du Musée des Beaux-Arts de Reims. Certaines sont présentées au public dans les espaces d’exposition permanents, comme L’Avenue de l’Opéra de Camille Pissarro, Les Rochers de Belle-Ile de Claude Monet, ou encore La Rade de Cardiff d’Alfred Sisley.

### Henry Vasnier et la ville de Reims
Au-delà de son legs, Henry Vasnier est extrêmement impliqué dans la vie de la ville. En 1891, le président Carnot lui remet la Croix de la Légion d’honneur, à la suite de cela, Vasnier concède 50 000 francs à la ville pour l’édification d’une crèche. Il participe également au financement permettant l’édification d’une statue de Jeanne d’Arc en octroyant 25 000 francs.
Henry Vasnier fait partie des membres du jury d’acquisition de la ville. Louis Guyotin, ancien membre de la Société des Amis des Arts de Reims, qui fréquente assidûment les galeries parisiennes, aurait aidé les notables rémois pour leurs acquisitions et leur faciliter les rencontres avec les artistes.
Impliqué dans la vie sociale et culturelle de la ville de Reims, membre de la Société des Amis des Arts et des Musées et d'un comité d'acquisition, il paraît évident qu'Henry Vasnier ne s'était pas uniquement contenté de suivre son conseiller Louis Guyotin en matière d'acquisition.

## Expositions sur Henry Vasnier et sa collection
- “Millet, Rousseau, Daumier… : chefs-d’œuvre de la donation d’arts graphiques d’Henry Vasnier”, exposition, Reims, Musée des Beaux-Arts, 2002.
- “L’œil d’un collectionneur : Catalogue raisonné de la collection d’Henry Vasnier”, exposition, Karuizawa, Musée d’Art Mercian, 11 juillet - 9 novembre 2003.
- “Henry Vasnier : Les passions modernes d’un collectionneur audacieux”, exposition, Reims, Villa Demoiselle, 6 novembre 2015 - 4 septembre 2016.

## Hommages
Un boulevard de Reims et une rue de Prunay (Marne) portent son nom.
Il est inhumé au cimetière de l'Est de Reims.